# Nemes nyolcrétű ösvény

A Dharmacsakra (magyarul: „dharma kerekere” a Nemes nyolcrétű ösvényt jelképezi.

A nemes nyolcrétű ösvény (szanszkrit: árjástánga-márga, páli: árija-atthangika-magga)) a „történelmi Buddha” egyik legfőbb tanítása, amely szerint a módszer követése a szenvedés megszüntetéséhez (dukkha) és a megvilágosodáshoz vezető út. A buddhisták ezeknek a tanításoknak az intelmeit arra használják, hogy a jelenségek tiszta természetébe bepillantást nyerjenek, és megszabaduljanak a kapzsiságtól, a gyűlölettől és az érzéki csalódásoktól. A nemes nyolcrétű ösvény a négy nemes igazság negyedik pontjának felel meg, miközben a nemes nyolcrétű ösvény első pontja megegyezik a négy nemes igazság megértésével. Ezt nevezik a buddhizmusban középútnak.
A buddhista szimbolikában a nemes nyolcrétű vagy nyolcágú ösvényt gyakran ábrázolják dharmacsakrával (páli: dhammacsakka), azaz dharma-kerékkel (tankerék), amelynek nyolc küllője az ösvény nyolc összetevőjét jelenti.

## Eredete
A nemes nyolcrétű ösvényt a megvilágosodáshoz vezető utat kereső Gautama Buddha fedezte fel újra, a páli kánon théraváda iskolájának és a kínai buddhista kánon néhány iskolájának szövegei szerint. Az írások szerint létezett egy ősi ösvény, amelyet már az összes korábbi buddha is gyakorolt. A nemes nyolcrétű ösvény egy olyan gyakorlat, amelyről azt mondják, hogy megvilágosodáshoz és megszabaduláshoz vezet. Az ösvényt Buddha hirdette tanítványai számára.
A nemes nyolcrétű ösvény gyakorlata a buddhista iskolák között eltérő. Az iskolától függően gyakorolják egészben, részletekben illetve módosításokkal. Mindegyik buddhista irányzat saját állítása szerint képes arra, hogy a tanulók számára a leghasznosabban adja át az ösvény gyakorlásának módszerét.

## Az ösvény hármas tagolása
A nemes nyolcrétű ösvényt gyakran három részre szokták tagolni a következők szerint:
| Felosztás                                             | a nyolcrétű ösvény tényezői         |
| ----------------------------------------------------- | ----------------------------------- |
| Erényesség (szanszkrit: śīla, páli: sīla)             | 1. helyes beszéd (vácsá)            |
| Erényesség (szanszkrit: śīla, páli: sīla)             | 2. helyes cselekvés (kammanta)      |
| Erényesség (szanszkrit: śīla, páli: sīla)             | 3. helyes életmód (ádzsíva)         |
| Meditáció (szanszkrit és páli: samādhi)               | 4. helyes erőfeszítés (vájáma)      |
| Meditáció (szanszkrit és páli: samādhi)               | 5. helyes tudatosság (szati)        |
| Meditáció (szanszkrit és páli: samādhi)               | 6. helyes összpontosítás (szamádhi) |
| Bölcsesség, belátás (szanszkrit: prajñā, páli: paññā) | 7. helyes nézet (ditthi)            |
| Bölcsesség, belátás (szanszkrit: prajñā, páli: paññā) | 8. helyes szándék (szankappa)       |

A mahájána buddhizmusban a "három magasabb gyakorlat" néven ismert.

## A nyolcrétű ösvény
Zárójelben a szanszkrit és a páli megfelelők találhatók.

### 1. Helyes megértés, nézet (samyak-dṛṣṭi / sammā-diṭṭhi)
Egyszerűen fogalmazva, a helyes szemlélet azt jelenti, hogy a világot minden elfogultság nélkül látjuk, minden előítélettől szabadon, de mély spirituális bölcsességgel. Úgy tetszik, minden emberi szenvedés a szemléletből ered. Elmondhatjuk, hogy ha nem látnánk, kevésbé lennénk hajlamosak bűnöket elkövetni, mert a vágyat gyakran a szemen át érkező információ növeli, például a más emberekkel kapcsolatos vágyakat, kivált a másik nem, a pénz, a drága ékszerek, az anyagi dolgok, az ínyencségek stb. iránti vágyat.
Bhikkhu Bodhi szerint a helyes megértés két szinten is értelmezhető:
1. világi megértés: megérteni a helyes cselekvés következményeit (karma), amely a szanszárában az érző lények számára kedvező újraszületést fog eredményezni.
2. világon túli megértés: A négy nemes igazság megértése, amely megvilágosodáshoz vezet.[7][9][10] Boikhy Bodhi szerint ez a fajta helyes nézet az ösvény végén érkezik el, nem az elején.[7]

A théraváda buddhista szemlélet szerint a helyes megértés különböző módon értelmezhető a világi gyakorlók és a bhikkhuk és bhikkhunik (szerzetesek és apácák) számára. Azonban mindkettő értelmezés megérti a következő igazságokat:
1. karma: a test, a beszéd és a tudat minden cselekedete karmikus következményekkel jár, amely hatást gyakorol a későbbi újraszületésekre.
2. a lét három ismérve: minden fizikális és mentális jelenség múlandó (anicca), a szenvedés (dukkha) egyik forrása, amely mentes egy mindentől független, önálló lényegiségtől (anatta).
3. A négy nemes igazság révén megszüntethető a szenvedés (dukkha.

Buddha szerint a helyes megértés a négy nemes igazság belátása. Ez az elfogulatlan szemlélet feltárja, hogy a lét szenvedés, a szenvedés oka a vágyakban rejlik, a vágyak megszüntetése a szenvedést is megszünteti. Ez a nemes nyolcrétű ösvény gyakorlásával lehetséges.

### 2. Helyes elgondolás, szándék (samyak-saṃkalpa / sammā-saṅkappa)
Aki tökéletesíteni kívánja magát, csak azt teheti, hogy mindent megtesz annak érdekében, hogy gondolatait megtisztítsa. Akinek a tudata tele van haszontalan gondolatokkal, mintha szellemi szeméttel volna tele, az üres életet él. Viszont akinek az elméje gyönyörű gondolatokkal van tele, az csodálatos életet él. A gondolatok minőségének javítása végül a földi élet megtisztításához vezet. Ha a földön minden ember erőfeszítéseket tenne, hogy megtisztítsa gondolatait, jobb lenne a földön élni, ugyanakkor ez hozzájárulna a pokol felszámolásához.
Buddha egyszerűen azt mondja, határozzuk el a lemondást (nekkhamma), a jóakaratot (mettá) és az ártó szándék elkerülését. Valójában a helyes szemléletből fakadó elhatározásokat jelenti. Mindenre megalapozottan, átgondoltan határozzuk el magunkat, mindenre megfontolt okunk legyen. Tartsuk távol tudatunktól a meggondolatlan, jelentős ok nélküli tetteket.

### 3. Helyes beszéd (samyag-vāc / sammā-vācā)
Az emberi szenvedések igen nagy része függ össze a beszéddel. A mások által kimondott szavaktól az ember szenved, az ő szavai pedig másoknak okoznak   boldogtalanságot.   A   szavaknak   sok   köze   van   az   emberi   lények   boldogságához   és boldogtalanságához, és ha az emberek által kimondott szavak „megfelelően vannak hangolva", a Föld ideális lesz az életre.
A szavak igen jól jellemzik azt, aki kimondta őket, ezért ha megvizsgáljuk, hogy milyen szavakat használtunk nap közben, az kiválóan szolgálja önelemzésünket.
A negatív szavak azok, amelyek másoknak nem okoznak örömet, amelyek bántanak, sértenek vagy árnyékot vetnek mások jövőjére. Negatív szavakat kiejteni annyit tesz, mint növelni a világon már úgyis létező boldogtalanságot. Ha valaki már kora reggel fertőződik a negatív szavakkal, egész napja el lesz rontva, és másoknak is továbbadja a baktériumot.
A helyes beszédnél Buddha négy dolgot említ: tartózkodás a hazugságtól, a rágalmazástól, a durva beszédtől és az üres fecsegéstől. Tehát csak az igaz, egyetértést hozó, szeretettel és szellemmel teli beszéd a helyénvaló. Beszédünk legyen értelmes, jelentős, megfontolt, ne legyen se túl sok, se túl kevés, és hűen tükrözze a külvilág folyamatait. Kerüljük a csak a beszéd kedvéért való, alaptalan és összevissza beszédet, de ne zárkózzunk el az embertársakkal való érintkezéstől.

### 4. Helyes cselekvés (samyak-karmānta / sammā-kammanta)
A testtel elkövethető káros tettektől, érző lények elpusztításától, ártástól, nem adott dolog elvételétől és helytelen szexuális viselkedéstől, a vágyak mértéktelen kiélésétől való tartózkodást jelenti.

### 5. Helyes megélhetési mód, életmód (samyag-ājīva / sammā-ājīva)
Olyan életvitel, amelyben javainkat békés úton, tisztességesen és másoknak szenvedést nem okozva szerezzük meg, illetve nem hágjuk át a helyes beszéd és cselekvés elveit.
Ezen a világon mindenkinek naponta ugyanannyi idő adatik. A nap minden embernek 24 órából áll, és hogy az adott személy hogyan használja fel ezeket az órákat, meghatározza, hogy milyen életet él. A nap 24 órájának a felhasználásával egyesekből nemzetek vezetője, nagy tudós vagy filozófus lesz, ugyanakkor mások semmit nem érnek el. A helyes életmód modern értelemben úgy magyarázható, hogy az időt helyesen kell felhasználnunk. A hagyományos buddhizmus szerint bűncselekményekből élni, vagy olyan munkát választani, amely egyértelműen szemben áll a buddhista Igazsággal, például materializmust hirdetni a helyes élet törvénye megsértésének tekintendő. Buddha öt foglalkozást említ negatív példaként. Elsőre idejétmúltnak tűnhetnek, ma is esedékesek: fegyverekkel, emberekkel, élőlényekkel, bódító szerekkel és mérgekkel való kereskedés.

### 6. Helyes erőfeszítés, törekvés (samyag-vyāyāma / sammā-vāyāma)
Buddha négy elvet említ a helyes erőfeszítések között:
1. Megsemmisíteni mindazt a rosszat, ami már felmerült bennünk,
2. A még meg nem született rossz létrejöttét megakadályozni,
3. A még meg nem született jó létrejöttét elősegíteni,
4. A már meglévő jót megtartani, ápolni.

Ebben segíti a tanítványt a hét megvilágosodási tényező.

### 7. Helyes tudatosság, éberség, jelenlét (samyak-smṛti / sammā-sati)
Buddhánál ez tudatosságot, majd éberséget jelent: a test, az érzések, a gondolatok, illetve a jelenségek terén. Az utóbbinál öt jelenségcsoportban való éberség kerül említésre. Elsőként a megvilágosodás akadályai: érzéki vágy, rosszakarat, tompaság, nyughatatlanság, kétely. Másodikként a létezés halmazaiban: anyagi forma, érzet, észlelés, késztetés, tudat. Harmadik az érzékek és a benyomásaik, valamint a tudat és a gondolatok egymásba fonódásának megfigyelése. Negyedikként megfigyelni, hogy bennünk van-e a megvilágosodás hét tényezője, tehát az éberség, a jelenségek elfogulatlan vizsgálata, a tetterő, az öröm, a bizalom, az elmélyedés, a felülemelkedett egykedvűség. Az ötödik pedig a négy nemes igazság, illetve a szellemi ismeretek tudatosítása az életben.

### 8. Helyes összeszedettség, összpontosítás (samyak-samādhi / sammā-samādhi)
Ez az előző lépések jelenléte mellett fokozatosan valósul meg. Egy tárgyra való koncentrációval kezdődik, amelyhez Buddha negyvenféle tárgyat (kammatthána) említ, de a megfelelőt egy külső tanító szóban adhatja át. Buddha négy szintet ismertet az elmélyedésben. Az elsőt gondolati felfogás, fogalmi működés, elragadtatás, boldogság és egyhegyűség jellemzi. A másodikban az első két elem eltűnik, a harmadikban az elragadtatás is. Az utolsóban csak az egyhegyűség marad. A kontempláció ehhez hasonló, de belső tárggyal végezendő. A meditáció Buddhánál a teljes kiüresítést jelenti. Ma a célja sokkal inkább a gondolkodás élővé, tevékennyé, elevenné tétele. Ennek technikáját, ha megérett a tanítvány, a mester meditációban adja át.
Az emberi történelem nagy alakjai közül sokaknak – ha nem tartották is őket különösebben vallásosnak – szokásában állt időt szánni arra, hogy belső birodalmuk mélyébe tekintsenek. Ezt a szokást a helyes elmélyedés vagy meditáció egyik változatának tekinthetjük.
A helyes meditáció szoros kapcsolatban áll a vallás végső céljával, hiszen a spirituális összpontosítás tudománya, amelynek az a célja, hogy az ember kommunikáljon a benne élő másik világ magasabb szellemeivel, majd ráhangolódjon Buddha akaratára. A helyes meditáció végső célja az igazi bölcsesség megszerzése, és ennek a bölcsességnek a segítségével megszabadulni azoktól a béklyóktól, amelyek ehhez a földi világhoz kötik az embert. Megtapasztalása nélkül senki sem állíthatja, hogy spirituálisán felébredt. 

## Bibliográfia
- Allan, John (2008). The Eightfold Path- http://www.buddhanet.net/e-learning/8foldpath.htm Archiválva 2014. február 2-i dátummal a Wayback Machine-ben.
- Bhikkhu Bodhi. The Noble Eightfold Path: The Way to the End of Suffering
- Bogoda, Robert (1994). A Simple Guide to Life (Wheel No. 397/398). Kandy: Buddhist Publication Society – http://www.accesstoinsight.org/lib/authors/bogoda/wheel397.html.
- Bucknell, Roderick & Stuart-Fox, Martin (1986). The Twilight Language: Explorations in Buddhist Meditation and Symbolism. Curzon Press: London. ISBN 0-312-82540-4
- Carter, John Ross and Palihawadana, Mahinda; tr. Buddhism: The Dhammapada. New York: History Book Club, 1992.
- Harderwijk, Rudy. A View on Buddhism: Mind and Mental Factors
- Kohn, Michael H.; tr. The Shambhala Dictionary of Buddhism and Zen. Boston: Shambhala, 1991.
- Ñanamoli Thera (tr.) & Bhikkhu Bodhi (ed., rev.) (1991). The Discourse on Right View: The Sammaditthi Sutta and its Commentary (The Wheel Publication No. 377/379; includes translations of Majjhima Nikaya 9 and the associated commentary from the Papañcasudani).  Kandy: Buddhist Publication Society.  – http://www.accesstoinsight.org/lib/authors/nanamoli/wheel377.html.
- Niimi, J. Buddhism and Cognitive Science
- Nyanasobhano, Bhikkhu (1989). Two Dialogues on Dhamma (Wheel No. 363/364). Kandy: Buddhist Publication Society – http://www.accesstoinsight.org/lib/authors/price/wheel363.html.
- Walpola Rahula. What the Buddha Taught. New York: Grove Press, 1974. ISBN 0-8021-3031-3.
- Rewata Dhamma. The First Discourse of the Buddha. Somerville, Massachusetts: Wisdom Publications, 1997. ISBN 0-86171-104-1.
- Snelling, John. The Buddhist Handbook: A Complete Guide to Buddhist Schools, Teaching, Practice, and History. Rochester: Inner Traditions, 1991. ISBN.
- Sri Lanka Buddha Jayanti Tipitaka Series (SLTP) (n.d.). Avijjāvaggo (Samyutta Nikaya 44 [Sinhalese ed.], ch. 1, in Pali) – https://web.archive.org/web/20130320175202/http://metta.lk/tipitaka/2Sutta-Pitaka/3Samyutta-Nikaya/Samyutta5/44-Magga-Samyutta/01-Avijjavaggo-p.html.
- Thánisszaró Bhikkhu (ford.) Magga-vibhanga Sutta: An Analysis of the Path (Samyutta Nikaya 45.8), 1996. – http://www.accesstoinsight.org/tipitaka/sn/sn45/sn45.008.than.html.
- Watson, Gay. Buddhism Meets Western Science

### Magyarul
- Bhikkhu Bodhi: A nemes nyolcrétű ösvény. Út a szenvedés megszüntetéséhez; ford. Farkas Anikó; 2. bőv., jav. kiad.; Filosz, Bp., 2012
- A Buddha ujja – A Nyolcrétű Nemes Ösvény definíciója Archiválva 2011. július 7-i dátummal a Wayback Machine-ben
- Az ébredés hajnala – A Nemes Nyolcrétű Ösvény régen és ma[halott link]
- Buddhista Vipassana Társaság – Nemes nyolcrétű ösvény
- SN 56.11 A Tan kerekét forgásba hozó beszéd Archiválva 2014. szeptember 12-i dátummal a Wayback Machine-ben
- MN 141 Az igazságok vizsgálata Archiválva 2011. május 18-i dátummal a Wayback Machine-ben
- MN 58 Abhaja királyfi Archiválva 2011. május 18-i dátummal a Wayback Machine-ben
- MN 61 Tanítások Ráhulának a Mangó-sziklánál Archiválva 2016. március 11-i dátummal a Wayback Machine-ben
- SN 45.1 A nem-tudás Archiválva 2016. március 7-i dátummal a Wayback Machine-ben
- DN 11 Tanítóbeszéd Kévattának Archiválva 2016. március 6-i dátummal a Wayback Machine-ben

### Angolul
- Buddha, The Eightfold Path
- The Noble Eightfold Path: The Way to the End of Suffering by Bhikkhu Bodhi
- What the Buddha Taught Archiválva 2012. február 25-i dátummal a Wayback Machine-ben by Walpola Rahula
- The Noble & Harmonious 8-Fold Path: The Way to Real Happiness by Bhante Vimalaramsi
- Wings to Awakening: An Anthology from the Pali Canon by Thanissaro Bhikkhu
- The Path to Peace and Freedom for the Mind by Ajaan Lee Dhammadharo
- The Craft of the Heart by Ajaan Lee Dhammadharo
- Ambalatthika-rahulovada Sutta: Instructions to Rahula at Mango Stone by The Buddha. In this sutta, The Buddha instructs his son about skillful mental, verbal and bodily actions. Thanissaro Bhikkhu (trans.) (2006)